# IX з'їзд КП(б)У
IX з'їзд КП(б)У — з'їзд Комуністичної партії (більшовиків) України, що відбувся 6—12 грудня 1925 року в Харкові.
На з'їзді були присутні 492 делегати з ухвальним голосом і 271 — з дорадчим, які представляли 98 129 членів і 69 475 кандидатів у члени партії.

## Порядок денний з'їзду
1. Доповідь ЦК РКП(б).
2. Політичний звіт ЦК КП(б)У.
3. Організаційний звіт ЦК КП(б)У.
4. Звіт Ревізійної комісії КП(б)У.
5. Доповідь ЦКК РКП(б).
6. Звіт ЦКК КП(б)У.
7. Про господарське будівництво.
8. Про роботу профспілок.
9. Про партійне будівництво.
10. Про комсомол.
11. Вибори керівних органів КП(б)У.

## Керівні органи партії
Обрано Центральний Комітет у складі 45 членів та 17 кандидатів у члени ЦК, Центральну Контрольну комісію в складі 55 членів та 14 кандидатів, Ревізійну комісію в складі 5 членів.

### Члени Центрального комітету
- Акулов Іван Олексійович
- Ауссем Володимир Християнович
- Бадєєв Йосип Ісакович
- Балицький Всеволод Аполлонович
- Безсонов Володимир Матвійович
- Березін Олександр Йосипович
- Буздалін Сергій Феоктистович
- Височиненко Семен Дмитрович
- Гаврилін Іван Дмитрович
- Горбачов Омелян Григорович
- Гринько Григорій Федорович
- Гулий Костянтин Макарович
- Доненко Микола Юхимович
- Жуковський Йосип Гаврилович
- Затонський Володимир Петрович
- Іванов Андрій Васильович
- Каганович Лазар Мойсейович
- Кіркіж Купріян Осипович
- Клименко Іван Євдокимович
- Корнюшин Федір Данилович
- Кузнецов Степан Матвійович
- Кучмін Іван Федорович
- Ляксуткін Федір Пилипович
- Макаров Іван Гаврилович
- Мальцев Петро Іванович
- Мануїльський Дмитро Захарович
- Мар'ясін Лев Юхимович
- Медведєв Олексій Васильович
- Михеєнко Дмитро Олександрович
- Мойсеєнко Костянтин Васильович
- Петровський Григорій Іванович
- Поляков Василь Васильович
- Попов Микола Миколайович
- Постишев Павло Петрович
- Радченко Андрій Федорович
- Рухимович Мойсей Львович
- Семенов Борис Олександрович
- Сербиченко Олександр Калістратович
- Скрипник Микола Олексійович
- Сухомлин Кирило Васильович
- Чубар Влас Якович
- Чувирін Михайло Євдокимович
- Шліхтер Олександр Григорович
- Шумський Олександр Якович
- Якір Йона Еммануїлович

### Кандидати в члени Центрального комітету
- Владимиров Володимир Борисович
- Голубенко Микола Васильович
- Горбань Михайло Карпович
- Дудник Яким Минович
- Єрмоленко Панас Максимович
- Єрмощенко Веніамін Йосипович
- Котельников Петро Максимович
- Любченко Панас Петрович
- Максимович(Саврич) Карло Авксентійович
- Мезіс Август Іванович
- Новиков Андрій Йосипович
- Пілацька Ольга Володимирівна
- Ракітов Григорій Давидович
- Рутковський Володимир Іванович
- Сапов Іван Андрійович
- Судаков Павло Ілліч
- Тарасов Степан Никонович

### Члени Центральної Контрольної комісії
- Александрович М. Л.
- Андрющенко А. С.
- Афонін В. Л.
- Бармашова С. Ф.
- Бідерман Мойсей Йосипович
- Бондаренко І. П.
- Буркш З. П.
- Буценко Панас Іванович
- Владимирський Михайло Федорович
- Герасимов Микола Іванович
- Графін Я. А.
- Грязєв Іван Якович
- Гуляченко І. П.
- Гуров О. Є.
- Демченко Микола Нестерович
- Дубовий Наум Іпатійович
- Завицький Герман Михайлович
- Зав'ялов Василь Петрович
- Зайцев Федір Іванович
- Заречонцев К. І.
- Ізраїлевський С. К.
- Карлсон Карл Мартинович
- Козлов Сергій Кононович
- Кошелєв Семен Дмитрович
- Кощук А. С.
- Кристаловський Йосип Олександрович
- Лебедєв Сергій Іванович
- Левицький Михайло Васильович
- Леппік Йоганнес Теннович
- Лизін Ілля Іванович
- Маркітан Павло Пилипович
- Мірошниченко І. В.
- Муценек Ян Янович
- Налімов Михайло Миколайович
- Невраєв Георгій Федорович
- Нестеренко Лаврін Митрофанович
- Новиков Артем Якович
- Огняников Леонід Петрович
- Пахомов Яків Захарович
- Піскунов С. Г.
- Покко Сильвестр Іванович
- Пукіс Карл Мартинович
- Радянський Михайло Євдокимович
- Расолов Юхим Іванович
- Рибніков Нісен Йосипович
- Романов Георгій Іванович
- Смирнов Михайло Ілліч
- Татько Пилип Петрович
- Терехов Роман Якович
- Третьяков Микола Григорович
- Троцюк Микита Савич
- Туков Семен Йосипович
- Федоров Ілля Павлович
- Чернов Микита Васильович
- Щербаков Василь Юхимович

### Кандидати в члени Центральної Контрольної комісії
- Валь М. Г.
- Гвоздьов Іван Георгійович
- Головко М. П.
- Голод Наум Павлович
- Загребельний Марко Нестерович
- Ікс Михайло Самойлович
- Краснов
- Прохоров Роман Улянович
- Римас С. С.
- Солдатенко А. Г.
- Татаренко Йосип Степанович
- Чернявський Володимир Ілліч
- Шелковий Петро Іванович
- Юкамс Іван Якович

### Члени Ревізійної комісії
- Будаєв Павло Антонович
- Гальперін Рудольф Володимирович
- Григоренко Г. В.
- Наріжний Ілля Миколайович
- Познанський Яків Мойсейович